# Granatellus pelzelni
Granatellus pelzelni е вид птица от семейство Cardinalidae.

## Разпространение
Видът е разпространен в Боливия, Бразилия, Венецуела, Гвиана, Суринам и Френска Гвиана.